# Еванђелисти (Ливорно)
Еванђелисти је насеље у Италији у округу Ливорно, региону Тоскана.
Према процени из 2011. у насељу је живело 15 становника. Насеље се налази на надморској висини од 196 м.